# Beton podkładowo-wyrównawczy
Beton podkładowo-wyrównawczy (potocznie zwany „chudy beton” lub „chudziak”, choć tak naprawdę to nie jest chudym betonem, chudy beton to konkretna mieszanka wykorzystywana w budownictwie drogowym, na którą jest odpowiednia norma PN-S-96013) – beton nienośny klasy ok. B-7,5 do B-10, o małej wytrzymałości na ściskanie. Służy jako platforma robocza do wykonywania dalszych robót, np. jako warstwa podkładowa pod fundamenty, układana bezpośrednio na gruncie w wykopie; zwykle ma około 10–15 cm grubości.
Przykładowy skład 1 m³:
- 150 kg cementu
- 650 kg piasku
- 1400 kg żwiru
- 190 litrów wody